# Lyles Bay
Lyles Bay – zatoka (ang. bay) w zachodniej części zatoki Negro Harbour w kanadyjskiej prowincji Nowa Szkocja, w hrabstwie Shelburne; nazwa urzędowo zatwierdzona 27 sierpnia 1975.